# The Days / Nights EP
The Days / Nights EP er en EP af den svenske DJ og producer Avicii. Den blev udgivet den 1. december 2014 af PRMD Music og Universal Music. EP'en indeholder to sange: "The Days" og "The Nights", samt et remix af hver sang.
I anledningen af Record Store Day i 2015, blev en vinyl udgivet i 1300 kopier. Den inkluderede de forlængede versioner af sangene og alle remixes fra The Days / Nights EP: Remixes.

## Baggrund
Grundet forsinkelsen af Berglings andet studiealbum Stories, blev EP'en udgivet for at tilfredsstille hans fans. EP'en klarede sig værre end forventet, og den blev en af hans mindst successfulde udgivelser i den tid. Siden har singlen "The Nights" opnået større popularitet, og den er i dag en af Berglings mest populære udgivelser.

## Trackliste
| 1.            | "The Days"                       | 4:38  |
| 2.            | "The Nights"                     | 2:56  |
| 3.            | "The Days - Henrik B Remix"      | 3:56  |
| 4.            | "The Nights - Felix Jaehn Remix" | 3:20  |
| Total længde: | Total længde:                    | 14:52 |

| 1.            | "The Days (Extended)"            | 5:51  |
| 2.            | "The Days (Henrik B Remix)"      | 4:42  |
| 3.            | "The Days (Grant Nelson Remix)"  | 5:48  |
| 4.            | "The Nights (Extended)"          | 6:34  |
| 5.            | "The Nights (Avicii by Avicii)"  | 5:05  |
| 6.            | "The Nights (Felix Jaehn Remix)" | 5:19  |
| 7.            | "The Nights (Mike Mago Remix)"   | 4:42  |
| Total længde: | Total længde:                    | 38:01 |